# Os versos de ouro de Pitágoras

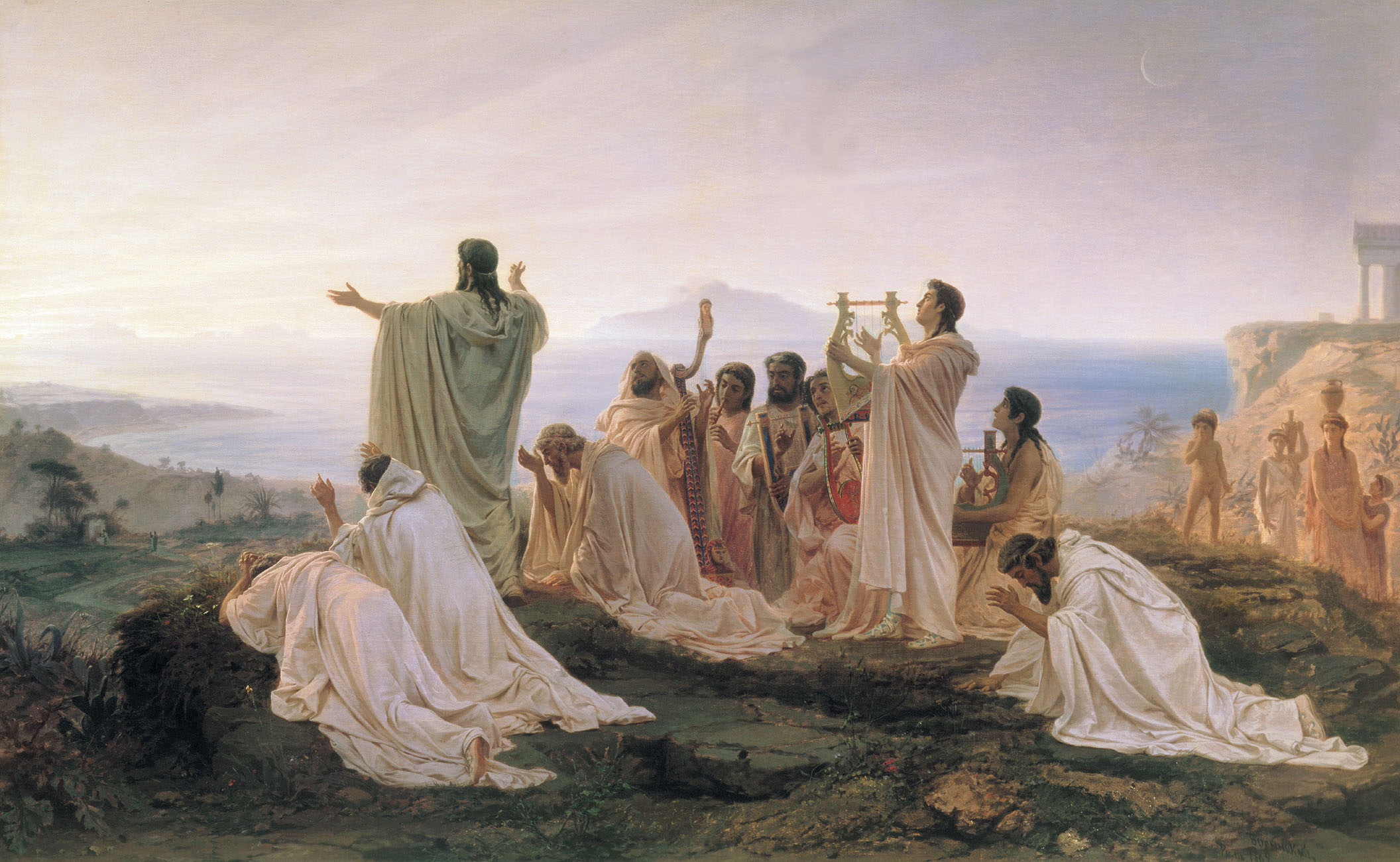
Fyodor Bronnikov, Hino dos Pitagóricos ao Sol Nascente, 1869. Óleo sobre tela.

Os Versos de Ouro de Pitágoras (em grego:  Χρύσεα  Ἔπη; Chrysea Epê; em latim: Aurea Carmina) são uma coleção de exortações morais. Eles compreendem 71 linhas escritas em verso hexâmetro dactílico e são tradicionalmente atribuídas a Pitágoras.
As origens exatas dos Versos de Ouro são desconhecidas e há opiniões diferentes sobre a sua datação. Parece que os versos podem ter sido conhecidos já no terceiro século a. C. mas a sua existência como os conhecemos não pode ser confirmada antes do quinto século da era comum.
Os Versos de Ouro gozavam de grande popularidade e foram amplamente distribuídos na antiguidade tardia, sendo frequentemente citados. Seu renome persistiu durante as eras medievais e no Renascimento. Em 1494, o erudito grego neoplatônico Constantino Láscaris publicou em uma famosa edição impressa de sua Grammatica, deliberadamente, os Versos Dourados traduzidos para o latim, trazendo-os, assim, a uma audiência generalizada.
Os neoplatônicos usaram os Versos de Ouro como parte de seu programa preparatório de instrução moral, e vários comentários neoplatônicos sobre os versos ainda existem. O comentário do Neoplatonista Hiérocles de Alexandria sobre os Versos Dourados foi traduzido pela primeira vez para o francês por André Dacier (1706) e depois para o inglês por Nicholas Rowe (1707); uma recente tradução em inglês é de Schibli (2002).
A mais recente edição acadêmica d’Os Versos Dourados é de Thom (1994), que fornece uma nova tradução para o inglês.

## Os versos dourados de Pitágoras (tradução Rowe/Firth, modernizada)
1. Primeiro adora os Deuses Imortais, como eles estão estabelecidos e ordenados pela Lei.

 2. Reverencia o juramento e, em seguida, os heróis, cheios de bondade e luz.
3. Honra igualmente os gênios/espíritos terrestres, prestando-lhes o culto legalmente devido a eles.
4. Honra da mesma forma teus pais e aqueles mais parecidos com ti.
5. De todo o resto da humanidade, faze dele teu amigo que se distingue pela tua virtude.
6. Sempre dê ouvidos a suas suaves exortações e tome um exemplo de suas ações virtuosas e úteis.
7. Evita o máximo possível odiar teu amigo por uma pequena falha.
8. O poder é um vizinho próximo da necessidade.
9. Saiba que todas essas coisas são exatamente como eu lhes disse; e acostuma-te a superar e vencer estas paixões:--
10. Primeiro a gula, indolência, sensualidade e raiva.
11. Não faças nada mau, nem na presença de outros nem em particular;
12. Mas acima de tudo, respeita a ti mesmo.
13. Em segundo lugar, observa a justiça em tuas ações e em tuas palavras.
14. E não te acostumes a comportar-te em qualquer coisa sem regra e sem razão.
15. Mas sempre faze esta reflexão, que é ordenado pelo destino que todos os homens morrerão.
16. E que os bens da fortuna/sorte são incertos; e que assim como eles podem ser adquiridos, eles podem ser igualmente perdidos.
17. Com relação a todas as calamidades que os homens sofrem pela fortuna divina,
18. Apoia teu lote com paciência, é o que pode ser, e nunca reclame.
19. Mas esforça-te para remediar isso.
20. E considera que o destino não envia a maior parte desses infortúnios para os homens bons.
21. Há muitos tipos de raciocínios entre os homens, bons e maus;
22. Não os admires com muita facilidade, nem os rejeites.
23. Mas, se as falsidades forem avançadas, ouve-as com brandura e arma-te com paciência.
24. Observa bem, em todas as ocasiões, o que dir-te-ei:--
25. Não deixes que qualquer homem, seja por suas palavras, seja por seus feitos, seduza-te.
26. Nem te atrevas a dizer ou fazer o que não é proveitoso para ti.
27. Consulta e delibera antes de agires, para que tu não possas cometer ações tolas.
28. Pois é a parte de um homem miserável falar e agir sem reflexão.
29. Mas faze aquilo que não te afligirá depois, nem te obrigue ao arrependimento.
30. Nunca faça nada que não entendes.
31. Mas aprende tudo o que deves saber e, com isso, conduzirás uma vida muito agradável.
32. De maneira alguma negligencia a saúde do teu corpo;
33. Mas dá-lhe bebida e comida em devida medida, e também o exercício de que ele precisa.
34. Agora por medida quero dizer o que não incomodará a ti.
35. Acostuma-te a um modo de vida que seja puro e decente sem luxo.
36. Evita todas as coisas que causarão inveja.
37. E não sejas pródigo fora de época, como alguém que não sabe o que é decente e honrado.
38. Nem sejas cobiçoso nem mesquinho; uma medida devida é excelente nessas coisas.
39. Somente faze as coisas que não podem machucar-te e delibera antes de fazê-las.
40. Nunca permitas que o sono feche tuas pálpebras, depois que tu foste para a cama,
41. Até que tenhas examinado todas as tuas ações do dia por tua razão.
42. Em que fiz errado? O que eu fiz? O que eu omiti que eu deveria ter feito?
43. Se neste exame descobrires que fizeste algo errado, reprova-te severamente por isso;
44. E fizeste algum bem, regozija-te.
45. Pratica completamente todas essas coisas; medita bem nelas; tu deve amá-las com todo o seu coração.
46. São estas que te colocarão no caminho da virtude divina.
47. Juro por quem transmitiu às nossas almas o Quaternário Sagrado, a fonte da natureza, cuja causa é eterna.
48. Mas nunca comeces a colocar sua mão em qualquer trabalho, até que tenhas primeiro orado aos deuses para realizar o que tu vais começar.
49. Quando tu tornares esse hábito familiar para ti,
50. Conhecerás a constituição dos Deuses Imortais e dos homens.
51. Até que ponto os diferentes seres se estendem e o que os contém e os une.
52. Saberás também que, de acordo com a Lei, a natureza deste universo em tudo é semelhante a todas as coisas,
53. Para que então não espereis o que não deves esperar; e nada neste mundo será escondido de ti.
54. Também saberás que os homens atraem sobre si suas próprias desgraças voluntariamente e de livre escolha.
55. Infelizes são eles! Não vêem nem compreendem que o seu bem está perto deles.
56. Poucos sabem como se livrar de seus infortúnios.
57. Tal é o destino que cega a humanidade e tira seus sentidos.
58. Como enormes cilindros, eles rolam para frente e para trás, e sempre oprimidos com inúmeros males.
59. Pois a contenda fatal, natural, persegue-os em toda parte, jogando-os para cima e para baixo; nem percebem isso.
60. Em vez de provocá-la e agitá-la, devem evitá-la cedendo.
61. Ó! Júpiter, nosso Pai! Se libertardes os homens de todos os males que os oprimem,
62. Mostrai a eles que tipo de gênio eles usam.
63. Mas toma coragem; a raça dos humanos é divina.
64. A natureza sagrada revela-lhes os mistérios mais ocultos.
65. Se ela te comunicar os seus segredos, executarás facilmente todas as coisas que eu te ordenei.
66. E pela cura de tua alma, livrarás ela de todos os males, de todas as aflições.
67. Mas deves se abster dos alimentos que proibimos nas purificações e na libertação da alma;
68. Faze uma distinção justa deles e examina bem todas as coisas.
69. Deixa-te sempre guiar e dirigir pelo entendimento que vem de cima, e que deve segurar as rédeas.
70. E quando, depois de ter te privado do teu corpo mortal, chegares ao mais puro Aither,

 71. Serás um deus imortal, incorruptível, e a morte não terá mais domínio sobre ti. 

## 
1. ↑  «1000 русских художников 228: Бронников Федор Андреевич (1827–1902)» [1000 Russian Artists #228: Fyodor Bronnikov] (em russo)
2. 1 2 3  Schibli (2002:14).
3. 1 2  Joost-Gaugier (2007:60).
4. ↑  Joost-Gaugier (2007:106).
5. ↑  Kahn (2001:93).
6. ↑  Russo (2003-2004: 51-54).
7. ↑  O'Meara (2005:59).
8. ↑  Thom, Johan C. The Pythagorean Golden Verses: With Introduction and Commentary. Brill, 1994.
9. ↑  Firth (1904:1-8).